# 函館運転免許試験場
函館運転免許試験場（はこだてうんてんめんきょしけんじょう）は、北海道警察函館方面本部が管理する運転免許試験場である。

## 所在地
- 北海道函館市石川町149番地23

## 管轄
- 渡島地方（おしま）および檜山地方（ひやま）の全域
- 後志地方（しりべし）の一部（島牧郡と寿都郡）[1]

## 交通機関
- 函館バス 昭和ターミナル前行・稜北高校前行 「石川町会館前」下車後徒歩400メートル